# أمين بيرم
أمين بيرم (بالتركية: Emin Bayram) هو لاعب كرة قدم تركي، ولد في 2 أبريل 2003 في إيسينلار في تركيا. لعب مع غلطة سراي.

## وصلات خارجية
- أمين بيرم على موقع الاتحاد الأوربي (الإنجليزية)
- أمين بيرم على موقع اتحاد تركيا (لاعب) (الإنجليزية)
- أمين بيرم على موقع قاعدة بيانات كرة القدم.إي يو (الإنجليزية)
- أمين بيرم على موقع Soccerway.com (الإنجليزية)